# Ice Challenge de 2014
O Ice Challenge de 2014 (também conhecido por Leo Scheu Memorial de 2014) foi a quadragésima primeira edição do Ice Challenge, um evento anual de patinação artística no gelo, e que fez parte do Challenger Series de 2014–15. A competição foi disputada entre os dias 14 de novembro e 16 de novembro, na cidade de Graz, Áustria.

## Eventos
- Individual masculino
- Individual feminino
- Duplas
- Dança no gelo

## Medalhistas
| Evento                        | Ouro                                             | Prata                                                    | Bronze                                      |
| Individual masculino detalhes | Douglas Razzano · Estados Unidos                 | Alexander Samarin · Rússia                               | Martin Rappe · Alemanha                     |
| Individual feminino detalhes  | Hannah Miller · Estados Unidos                   | Isabelle Olsson · Suécia                                 | Ivett Tóth · Hungria                        |
| Duplas detalhes               | Lina Fedorova · Maxim Miroshkin · Rússia         | Miriam Ziegler · Severin Kiefer · Áustria                | Mari Vartmann · Aaron Van Cleave · Alemanha |
| Dança no gelo detalhes        | Maia Shibutani · Alex Shibutani · Estados Unidos | Laurence Fournier Beaudry · Nikolaj Sørensen · Dinamarca | Barbora Silná · Juri Kurakin · Áustria      |

## Resultados

### Individual masculino
| Pos.              | Nome                | Nacionalidade    | Pontos | PC         | PL         |
| ----------------- | ------------------- | ---------------- | ------ | ---------- | ---------- |
| Medalha de ouro   | Douglas Razzano     | Estados Unidos   | 199.92 | 65.49 (2)  | 134.43 (1) |
| Medalha de prata  | Alexander Samarin   | Rússia           | 196.92 | 69.16 (1)  | 127.76 (2) |
| Medalha de bronze | Martin Rappe        | Alemanha         | 180.66 | 60.84 (3)  | 119.82 (4) |
| 4                 | Petr Coufal         | República Tcheca | 173.56 | 48.10 (9)  | 125.46 (3) |
| 5                 | Phillip Harris      | Reino Unido      | 173.00 | 57.13 (4)  | 115.87 (5) |
| 6                 | Pavel Ignatenko     | Bielorrússia     | 162.59 | 56.75 (5)  | 105.84 (8) |
| 7                 | Justus Stridd       | Dinamarca        | 157.83 | 46.39 (12) | 111.44 (6) |
| 8                 | Patrick Myzyk       | Polônia          | 157.63 | 47.34 (10) | 110.29 (7) |
| 9                 | Mark Webster        | Austrália        | 145.94 | 53.41 (6)  | 92.53 (9)  |
| 10                | Mario-Rafael Ionian | Áustria          | 133.74 | 47.14 (11) | 86.60 (10) |
| 11                | Manuel Koll         | Áustria          | 121.01 | 45.50 (13) | 75.51 (12) |
| 12                | Ali Demirboga       | Turquia          | 119.32 | 38.61 (17) | 80.71 (11) |
| 13                | Andrew Dodds        | Austrália        | 118.03 | 51.85 (8)  | 66.18 (16) |
| 14                | Marco Klepoch       | Eslováquia       | 112.79 | 39.67 (16) | 73.12 (13) |
| 15                | Albert Muck         | Áustria          | 111.59 | 43.42 (14) | 68.17 (15) |
| 16                | Jordan Dodds        | Austrália        | 111.40 | 41.86 (15) | 69.54 (14) |
| WD                | Kristof Forgo       | Hungria          | —      | — (WD)     |            |

### Individual feminino
| Pos.              | Nome                    | Nacionalidade    | Pontos | PC         | PL         |
| ----------------- | ----------------------- | ---------------- | ------ | ---------- | ---------- |
| Medalha de ouro   | Hannah Miller           | Estados Unidos   | 156.39 | 46.82 (4)  | 109.57 (1) |
| Medalha de prata  | Isabelle Olsson         | Suécia           | 152.85 | 53.73 (3)  | 99.12 (3)  |
| Medalha de bronze | Ivett Toth              | Hungria          | 152.18 | 54.41 (2)  | 97.77 (4)  |
| 4                 | Alena Leonova           | Rússia           | 148.29 | 56.75 (1)  | 91.54 (5)  |
| 5                 | Lutricia Bock           | Alemanha         | 148.13 | 43.07 (9)  | 105.06 (2) |
| 6                 | Nicole Rajicova         | Eslováquia       | 133.67 | 43.41 (6)  | 90.26 (6)  |
| 7                 | Kyueun Kim              | Coreia do Sul    | 127.84 | 43.21 (8)  | 84.63 (7)  |
| 8                 | Sarah Hecken            | Alemanha         | 120.63 | 43.39 (7)  | 77.24 (8)  |
| 9                 | Guia Maria Tagliapietra | Itália           | 110.32 | 46.39 (5)  | 63.93 (10) |
| 10                | Jennifer Parker         | Alemanha         | 108.69 | 35.03 (11) | 73.66 (9)  |
| 11                | Jana Coufalova          | República Tcheca | 91.76  | 34.78 (13) | 59.10 (12) |
| 12                | Sandy Hoffmann          | Alemanha         | 91.60  | 32.66 (14) | 60.17 (11) |
| 13                | Anastasia Kononenko     | Ucrânia          | 83.39  | 40.06 (10) | 43.33 (15) |
| 14                | Christina Grill         | Áustria          | 78.56  | 31.43 (15) | 54.54 (13) |
| 15                | Ines Wohlmuth           | Áustria          | 75.59  | 24.02 (16) | 53.30 (14) |
| WD                | Carol Bressanutti       | Itália           | —      | — (WD)     |            |
| WD                | Anita Madsen            | Dinamarca        | —      | — (WD)     |            |
| WD                | Pernille Sorensen       | Dinamarca        | —      | — (WD)     |            |
| WD                | Diana Pervushkina       | Rússia           | —      | — (WD)     |            |

### Duplas
| Pos.              | Nome                                          | Nacionalidade | Pontos | PC        | PL         |
| ----------------- | --------------------------------------------- | ------------- | ------ | --------- | ---------- |
| Medalha de ouro   | Lina Fedorova / Maxim Miroshkin               | Rússia        | 157.80 | 55.78 (1) | 102.02 (1) |
| Medalha de prata  | Miriam Ziegler / Severin Kiefer               | Áustria       | 142.56 | 46.08 (4) | 96.48 (2)  |
| Medalha de bronze | Mari Vartmann / Aaron Van Cleave              | Alemanha      | 140.82 | 48.54 (2) | 92.28 (3)  |
| 4                 | Arina Cherniavskaia / Antonino Souza-Kordyeru | Rússia        | 133.78 | 46.88 (3) | 86.90 (4)  |
| 5                 | Alessandra Cernuschi / Filippo Ambrosini      | Itália        | 123.70 | 42.86 (5) | 80.84 (6)  |
| 6                 | Maria Paliakova / Nikita Bochkov              | Bielorrússia  | 120.94 | 39.82 (6) | 81.12 (5)  |
| 7                 | Marin Ono / Hon Lam To                        | Hong Kong     | 93.64  | 36.44 (7) | 57.20 (7)  |
| 8                 | Olga Bestandigova / Ilhan Mansiz              | Turquia       | 58.28  | 24.44 (8) | 33.84 (8)  |

### Dança no gelo
| Pos.              | Nome                                         | Nacionalidade  | Pontos | DC        | DL         |
| ----------------- | -------------------------------------------- | -------------- | ------ | --------- | ---------- |
| Medalha de ouro   | Maia Shibutani / Alex Shibutani              | Estados Unidos | 166.34 | 65.38 (1) | 100.96 (1) |
| Medalha de prata  | Laurence Fournier Beaudry / Nikolaj Sorensen | Dinamarca      | 147.06 | 59.12 (2) | 87.94 (2)  |
| Medalha de bronze | Barbora Silna / Juri Kurakin                 | Áustria        | 129.58 | 50.20 (3) | 79.38 (3)  |
| 4                 | Henna Lindholm / Ossi Kanervo                | Finlândia      | 127.30 | 49.56 (5) | 77.74 (4)  |
| 5                 | Misato Komatsubara / Andrea Fabbri           | Itália         | 127.14 | 50.16 (4) | 76.98 (6)  |
| 6                 | Alisa Agafonova / Alper Ucar                 | Turquia        | 126.28 | 49.04 (6) | 77.24 (5)  |
| 7                 | Jennifer Urban / Sevan Lerche                | Alemanha       | 108.62 | 42.58 (7) | 66.04 (7)  |
| 8                 | Nathalie Rehfeldt / Bennet Preiss            | Alemanha       | 90.92  | 37.78 (8) | 53.14 (8)  |

## Quadro de medalhas
| Ordem | País           | Medalha de ouro | Medalha de prata | Medalha de bronze |    | Ordem por total |
| ----- | -------------- | --------------- | ---------------- | ----------------- | -- | --------------- |
| 1     | Estados Unidos | 3               |                  |                   | 3  | 1               |
| 2     | Rússia         | 1               | 1                |                   | 2  | 2               |
| 3     | Áustria        |                 | 1                | 1                 | 2  | 2               |
| 4     | Suécia         |                 | 1                |                   | 1  | 5               |
| 5     | Dinamarca      |                 | 1                |                   | 1  | 5               |
| 6     | Alemanha       |                 |                  | 2                 | 2  | 2               |
| 7     | Hungria        |                 |                  | 1                 | 1  | 5               |
| TOTAL | TOTAL          | 4               | 4                | 4                 | 12 | —               |